# Єркін (Талгарський район)
Єркі́н (каз. Еркін) — село у складі Талгарського району Алматинської області Казахстану. Адміністративний центр Кайнарського сільського округу.
У радянські часи село називалось Кірово.
Населення — 2706 осіб (2021; 3924 у 2009, 1230 у 1999, 753 у 1989).